# Tourismuskaufmann
Tourismuskauffrau/-mann (Kauffrau/-mann für Privat- und Geschäftsreisen) ist ein in Deutschland staatlich anerkannter Ausbildungsberuf, der das frühere Berufsbild „Reiseverkehrskaufmann/-frau“ am 1. August 2011 abgelöst hat. Der Fokus dieser Ausbildung liegt auf der Produktion und Vermittlung von Auslandsreisen und der Organisation von Geschäftsreisen. 
Das Berufsbild „Kaufmann für Tourismus und Freizeit“ ist ein weiterer Ausbildungsberuf, dessen Tätigkeitsfeld auf den Inlandstourismus innerhalb Deutschlands fokussiert ist.

## Ausbildungs- und Arbeitsplätze
Tourismuskaufleute arbeiten und erlernen den Beruf vorwiegend in „klassischen“ Reisebüros, Online-Reisebüros, Geschäftsreisebüros oder bei Reiseveranstaltern. Aber auch Unternehmen mit einem eigenen Geschäftsreise-Management, Verkehrsträger wie Fluggesellschaften, Bahnunternehmen, Busunternehmen, Kreuzfahrtveranstalter oder Mietwagenanbieter bieten entsprechende Ausbildungsplätze an. Jedes Jahr werden rund 2.000 neue Ausbildungsverhältnisse geschlossen. Insgesamt arbeiten ca. 65.000 Fachkräfte im Reisebüro oder bei Reiseveranstaltern. 

## Ausbildungsstruktur
Die Ausbildung dauert drei Jahre. Während der Ausbildung werden Fähigkeiten und Fertigkeiten für die Tätigkeit in der Reisevermittlung, Reiseveranstaltung und Organisation von Geschäftsreisen vermittelt. Je nach Schwerpunkt des Ausbildungsunternehmens wird die mündliche Prüfung in einer der Wahlqualifikationen Reisevermittlung, Reiseveranstaltung oder Geschäftsreisen durchgeführt. Wenn ein Ausbildungsbetrieb keinen eindeutigen Schwerpunkt besitzt, kann der Auszubildende beantragen, dass er in einer oder zwei weiteren Wahlqualifikationen geprüft wird und diese als Zusatzqualifikation anerkannt wird. Eine Zusatzqualifikation ist eine zusätzliche Prüfung und kann nicht gegen die festgelegte Prüfung ausgetauscht werden. Die duale Ausbildung setzt sich aus der praktischen Ausbildung im Betrieb und dem Unterricht in der Berufsschule zusammen. Während der Ausbildung sind die Auszubildenden in Verkaufs-, Informations- oder Büroräumen tätig, um Urlaubs- oder Geschäftsreisen zu planen, zu vermarkten oder zu vermitteln. Für die Kundenansprache und -gewinnung sind entsprechende Marketingmaßnahmen notwendig. Die Pflege von Websites, Newslettern, die Produktion von Reisekatalogen und die Organisation von Events nehmen immer mehr an Bedeutung zu. Tourismuskaufleute benötigen kommunikatives und organisatorisches Geschick, Affinität und Verständnis technischer Vorgänge sowie gutes kaufmännisches Denken. In der Berufsschule wird der theoretische Hintergrund vermittelt, den Tourismuskaufleute für die erfolgreiche Ausübung des Berufs benötigen. Der Unterricht findet entweder an zwei Tagen in der Woche oder in Blöcken von beispielsweise drei oder vier Wochen statt.

## Ausbildungsinhalte
Die Ausbildungsinhalte des Berufsbildes Tourismuskaufmann/Tourismuskauffrau teilen sich wie folgt auf:
A) Berufsprofilgebende Fertigkeiten
Gestaltung von Produkten und Leistungen
- Tourismusspezifische Systematik
- Destinationen
- Produkte und Leistungen
- Eigenveranstaltungen
- Nachhaltigkeit und Umweltaspekte im Tourismus

Touristisches Marketing
- Marktanalyse und Marketingmaßnahmen
- Werbung und Verkaufsförderung
- Vertriebs- und Absatzkanäle
- Öffentlichkeitsarbeit

Kommunikation, Kundenberatung und Verkauf
- Kundenorientierte Kundenberatung und Verkauf
- Beschwerdemanagement
- Anwenden einer Fremdsprache bei Fachaufgaben

Service und Qualität
- Serviceleistungen
- Qualitätssicherung im Service

Rechtliche Grundlagen des Tourismus
- Vertragsrecht
- Reise- und Beförderungsrecht

Kaufmännische Steuerung und Kontrolle
- Rechnerische Abwicklung und Zahlungsverkehr
- Kosten- und Leistungsrechnung
- Kaufmännische Steuerung
- Unternehmerisches Handeln

B) Berufsprofilgebende Fertigkeiten (Wahlqualifikation)
Reisevermittlung
- Vorbereitung und Planung
- Verkauf
- Nachbereitung und Service

Reiseveranstaltung
- Vorbereitung und Nachbereitung
- Leistungseinkauf und Vertragsgestaltung
- Vertriebsmedien und -kanäle
- Kundenservice

Geschäftsreisen
- Planung und Organisation
- Reservierung und Buchung
- Reisekostenabrechnung

C) Integrative Fertigkeiten, Kenntnisse und Fähigkeiten
- Der Ausbildungsbetrieb
- Stellung, Rechtsform, Struktur des Ausbildungsbetriebes
- Berufsbildung, arbeits- und sozialrechtliche Grundlagen, Personalwirtschaft
- Sicherheit und Gesundheitsschutz bei der Arbeit
- Umweltschutz
- Arbeitsorganisation
- Informations- und Datenkommunikationstechniken
- Kommunikation und Kooperation

## Voraussetzungen
Bestimmte Qualifikationen werden von den meisten Betrieben vorausgesetzt und geprüft.
- Kontaktfreudigkeit und Anpassungsfähigkeit (im Umgang mit Kunden und Kollegen)
- Beratungsfähigkeit (z. B. Beratung der Kunden hinsichtlich der Urlaubs- oder Geschäftsreisen-Angebote, Vermittlung von Zusatzleistungen wie Visa, Reiseversicherung, Mietwagen etc.)
- Neigung zum kaufmännischen und am wirtschaftlichen Erfolg orientierten Denken
- Kreativität (z. B. bei der Erstellung neuer Produkte, Werbebriefe)
- Technik-/Internet-Interesse (Erstellung / Pflege von Websites, Newslettern, Online-Gewinnspielen, Online-Buchungen annehmen und    abwickeln)
- gute Umgangsformen, Höflichkeit, freundliches Wesen
- gepflegtes Äußeres
- Einfühlungsvermögen (Umgang mit anspruchsvollen Kunden)
- Begeisterungsfähigkeit, Überzeugungskraft (z. B. um Kunden von den Angeboten zu überzeugen)
- Gute Ausdrucksfähigkeit in Wort und Schrift in Deutsch (z. B. Beratung von Kunden per E-Mail, Internet-Foren oder Kommunikation mit aus- und inländischen Partnern)
- Gute Englischkenntnisse (Anwendung von speziellen Computersystemen, Kontakt mit Hotels, Fluggesellschaften etc. im Ausland)
- Freude am planen und organisieren (z. B. bei Veranstaltungen)

## Weiterbildungsmöglichkeiten
Nach Abschluss einer dualen Ausbildung gibt es die Möglichkeit, sich mit Seminaren und Schulungen auf bestimmte Themen zu spezialisieren. Aber auch Informationsreisen sind notwendig, um die Produkte wie Hotels, Airports, Transportwege etc. persönlich zu kennen.
Für eine Aufstiegsweiterbildung bieten die IHKs eine Weiterbildung zum/zur Geprüften Tourismusfachwirt/-in an. Dies ist in Deutschland ein öffentlich-rechtlich anerkannter Abschluss auf Meisterebene, der nach einer erfolgreich absolvierten branchenbezogenen kaufmännischen Aufstiegsfortbildung gemäß Berufsbildungsgesetz vergeben wird. Fachkräfte mit Hochschulreife und einer dualen Ausbildung können auch eine akademische Ausbildung beginnen, um den Bachelor- und später den Master-Abschluss zu erlangen.